# Stanisław Homme
Stanisław Homme (ur. 21 sierpnia 1878 w Złoczowie, zm. 7 lutego 1912 we Lwowie) – polski filolog klasyczny, specjalista stenografii, c. k. profesor gimnazjalny.

## Życiorys
Urodził się 21 sierpnia 1878 w Złoczowie. Był synem lekarza dr. Tomasza Hommego.
Początkowo uczył się w C. K. Gimnazjum w Złoczowie, a po śmierci ojca przeniósł się do Lwowa. Nauk kontynuował w C. K. III Gimnazjum im. Franciszka Józefa we Lwowie, gdzie w 1896 zdał egzamin dojrzałości. Ukończył studia na Wydziale Filozoficznym Uniwersytetu Lwowskiego. Podczas studiów był prezesem Kółka Filologicznego.
Na macierzystym uniwersytecie 13 czerwca 1901 złożył egzamin nauczycielski z filologii klasycznej. Jako kandydat nauczycielski 28 lipca 1901 został mianowany zastępcą nauczyciela w macierzystym C. K. III Gimnazjum im. Franciszka Józefa we Lwowie, a stamtąd 28 sierpnia 1901 został przeniesiony do C. K. V Gimnazjum we Lwowie. Został nauczycielem filologii klasycznej i 30 sierpnia 1901 podjął pracę w szkolnictwie. Od tego czasu uczył języków łacińskiego, greckiego i polskiego oraz stenografii w filii C. K. Gimnazjum. 21 grudnia 1901 zdał egzamin ze stenografii. Od marca 1902 do końca życia był lektorem stenografii w Szkole Politechnicznej we Lwowie. 9 czerwca 1902 mianowany nauczycielem rzeczywistym w C. K. I Gimnazjum w Tarnowie. Tam uczył łaciny i greki oraz stenografii, był zawiadowcą zbiorów archeologicznych. 10 września 1905 został zatwierdzony w zawodzie nauczycielskim i otrzymał tytuł c. k. profesora.
21 czerwca 1906 został przeniesiony z powrotem do C. K. V Gimnazjum we Lwowie. Tam przez 1,5 roku uczył stenografii i był zawiadowcą biblioteki nauczycielskiej. 7 lutego 1907 został przydzielony do C. K. III Gimnazjum im. Franciszka Józefa we Lwowie, gdzie uczył stenografii jako przedmiotu nadobowiązkowego, a przydzielony ponownie 24 października 1907 na rok 1907/1908 wykładał także język łaciński i język grecki. Po powrocie do V Gimnazjum od 1 sierpnia 1908 w całym roku szkolnym 1908/1909 przebywał na urlopie. W zakładzie wspierał gabinet archeologiczny. W roku szkolnym 1909/1910 został przeniesiony do C. K. VIII Gimnazjum we Lwowie. Od września 1909 uczył tam języka łacińskiego i języka greckiego, był zawiadowcą biblioteki książek szkolnych uczniów. 29 lipca 1911 jako profesor gimnazjalny otrzymał ósmą rangę służbową.
Uchodził za wszechstronnie wykształconego. Pora pracą nauczycielską poświęcał się działalności naukowej bezustannie pogłębiając swoją wiedzę i studiując. Jego recenzje i artykuły były publikowane w czasopismach „Eos” i „Muzeum”. W 1911 uzyskał stopień naukowy doktora. W roku 1908/1909 odbył podróże naukowe do Grecji, Włoch, a przed śmiercią w roku 1909/1910 także był w Afryce Północnej. Efektem tego była rozprawa pt. Z dziejów Afryki rzymskiej. W sposób szczególny z zamiłowaniem zgłębiał stenografię. Był założycielem Związku Stenografów Polskich i członkiem redakcji „Przeglądu Stenograficznego”, na łamach którego publikował. Zasiadał w komisji egzaminacyjnej dla kandydatów na nauczycieli stenografii. Poza gimnazjum krzewił wiedzę też na powszechnych wykładach uniwersyteckich. Należał do Towarzystwa Nauczycieli Szkół Wyższych, był członkiem zarządu głównego TNSW, członkiem wydziału, członkiem komisji administracyjnej, sekcji filologii klasycznej. Był sekretarzem Towarzystwa Filologicznego. W ostatnim okresie życia Senat Akademicki zaproponował jego osobę na stanowisko lektora stenografii na Uniwersytecie Lwowskim (według innej wersji otrzymał wtedy lektorat na tej uczelni). Był uważany za wybitnego i pryncypialnego pedagoga. Został odznaczony Krzyżem Jubileuszowym dla Cywilnych Funkcjonariuszów Państwowych.
Dotknięty w styczniu 1912 śmiertelną chorobą pod koniec życia zaniemówił. Zmarł 7 lutego 1912 we Lwowie. 10 lutego 1912 jego ciało przewieziono ze Lwowa do rodzinnego Złoczowa, gdzie nazajutrz został pochowany. Był żonaty.